# Breathe (Taylor Swift)
Breathe è una canzone della cantante statunitense country pop Taylor Swift, pubblicata come singolo promozionale prima della pubblicazione del suo secondo album Fearless. Il singolo è stato pubblicato il 21 ottobre 2008 dall'etichetta discografica Big Machine Records, ed è un duetto con la cantante Colbie Caillat.
Nella settimana del 29 novembre 2008 Breathe è entrata all'ottantasettesima posizione della classifica americana, la Billboard Hot 100. Con altre sei canzoni, Taylor Swift è, assieme a Miley Cyrus, la cantante donna ad avere più canzoni in quella classifica nella stessa settimana. Il singolo ha trascorso solo una settimana in classifica.

## Classifiche
| Classifica (2008) | Posizione massima |
| ----------------- | ----------------- |
| Stati Uniti       | 87                |

## Breathe (Taylor's Version)
In seguito alla controversia con la sua precedente casa discografica e la vendita dei master delle pubblicazioni precedenti al suo contratto con la Republic Records, Swift ha cominciato a ri-registrare tutta la sua discografia dal 2006 al 2019, includendo anche brani non inclusi in alcun album in studio. Ogni reincisione presenta la dicitura Taylor's Version nel titolo, per distinguerla dall'incisione originale e quindi dal master non di proprietà della cantautrice.
Il 9 aprile 2021 Taylor Swift ha ripubblicato il brano sotto il nome Breathe (Taylor's Version), con la re-incisione da parte di Colbie Caillat, incluso nell'album Fearless (Taylor's Version).